# Alexandru Chipciu
Alexandru Mihăiță Chipciu (Brăila, 18 de maig de 1989) és un jugador de futbol professional romanès que actualment juga, com a davanter, a l'Steaua București i a la selecció de Romania.
Va fitxar per l'Steaua l'hivern de 2011, després d'haver passat cinc temporades al FC Brașov. En només dos anys, Chipciu va ajudar l'Steaua a guanyar un títol després d'una dècada en blanc.

## Biografia

### Primers anys
Chipciu va iniciar la seva carrera esportiva a les categories inferiors del CF Brăila i de l'Sporting Pitești, entre 2004 i 2006. Després marxaria al FC Brașov. Amb només 18 anys va debutar amb el primer equip, marcant 4 gols en la seva primera temporada al Brașov.
La primera part de la temporada 2008–09 la va passar cedit al Forex Brașov de la Liga II. La segona part, no obstant, passà al CF Brăila, aleshores a la Liga III, amb l'objectiu que guanyés més experiència.
Finalment, tornà al FC Brașov, on la temporada 2010-11 va explotar, futbolísticament parlant. Convertint-se en un dels millors jugadors del Brașov, va atreure l'atenció dels dos principals equips de Romania, l'Steaua București i el Dinamo București. Finalment, no obstant, va decidir quedar-se al Brașov, equip amb el qual va signar un nou contracte que s'allargava fins al 2015. La primera part de la temporada 2011-12 encara la va passar amb el Brașov, amb qui va marcar dos gols molt importants en els primers tres partits.

### Steaua București
El 21 de desembre de 2011 l'Steaua București va contractar Chipciu per 1,2 milions d'euros, firmant un contracte de cinc anys. La transferència es va oficialitzar el 25 de gener següent, quan es va declarar obert el període de mercat d'hivern.
El 31 de març Chicpiu va aconseguir el seu primer gol amb l'Steaua en l'empat a 1 del seu nou equip amb el Pandurii Târgu Jiu. Una setmana després, el 8 d'abril, Chipciu va marcar un altre gol en la victòria per 4-1 sobre l'Sportul București, després d'una gran jugada d'equip. El 7 de maig va ser expulsat en el partit del seu equip contra el Concordia Chiajna, després d'haver comès una falta al defensa brasiler Guilherme.
La tardor de 2012 Chipciu va ajudar el seu equip a classificar-se per disputar la Lliga Europa de la UEFA, aconseguida després d'eliminar el VfB Stuttgart, el Molde FK i el FC København. Posteriorment també eliminarien l'AFC Ajax d'Amsterdam, als penalts, abans de caure eliminats als 16ens de final contra el Chelsea FC, amb un resultat conjunt de 3–2.
El 10 de maig de 2013, en un dels darrers partits de lliga, que enfrontava l'Steaua amb el Dinamo Bucharest, Chipciu es va trencar una tíbia, motiu pel qual va estar de baixa durant cinc mesos. Dues setmanes més tard l'equip es va proclamar campió de la Liga I.

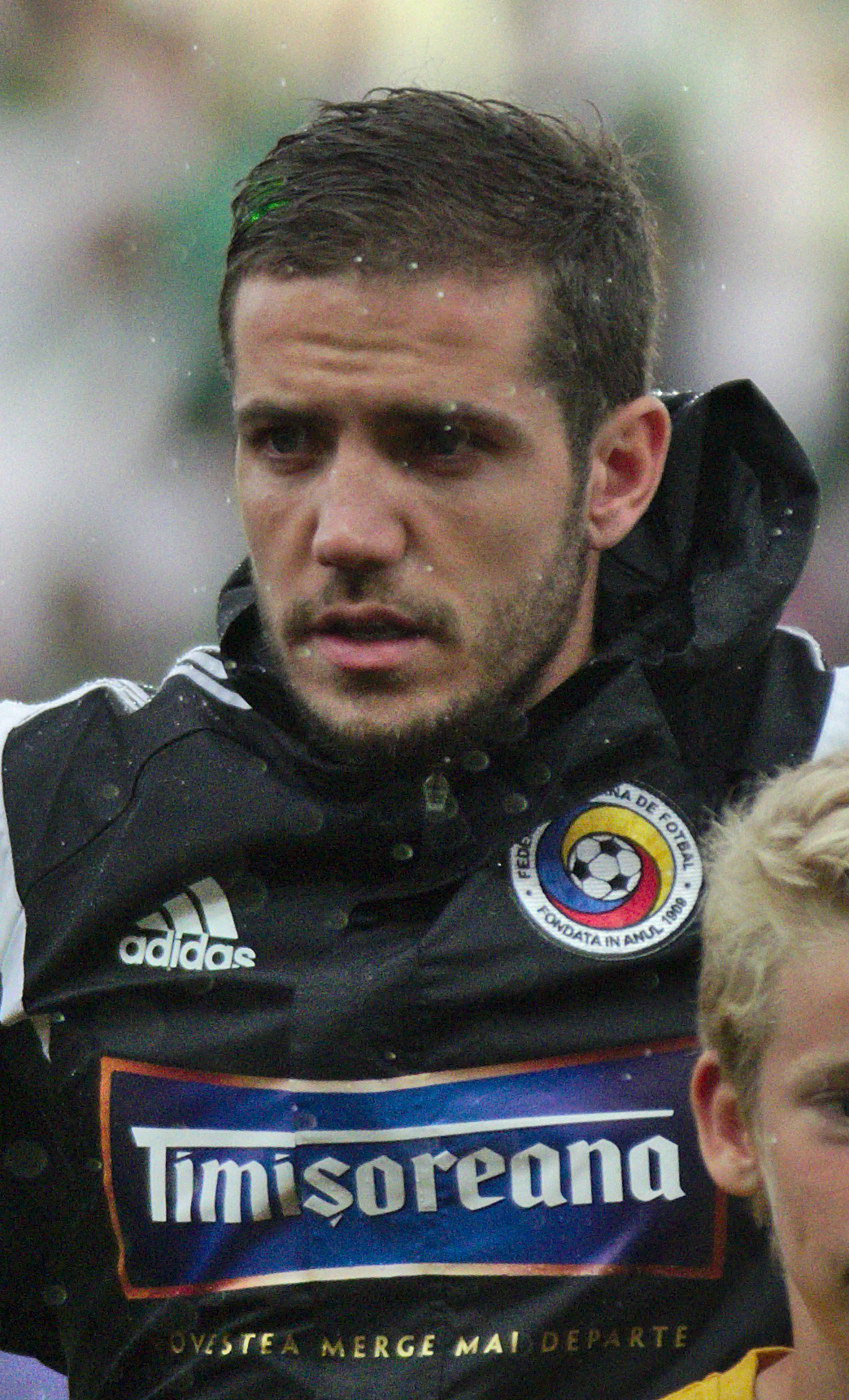
Chipciu jugant amb Romania el 2014

### Selecció romanesa
Chipciu va jugar a les categories inferiors de la selecció romanesa, tant a la sub-17 com a la sub-19. El seu debut amb la selecció romanesa absoluta es va produir el 2011, en un partit contra la selecció de San Marino. Chipciu va marcar el seu primer gol amb Romania en un partit amistós contra la selecció grega el 15 de novembre de 2011.

## Estadístiques
Actualitzat a 10 de maig de 2016
| Club                  | Temporada     | Lliga   | Lliga | Copa    | Copa | Copa de la Lliga | Copa de la Lliga | Europa  | Europa | Altres  | Altres | Total   | Total |
| Club                  | Temporada     | Partits | Gols  | Partits | Gols | Partits          | Gols             | Partits | Gols   | Partits | Gols   | Partits | Gols  |
| --------------------- | ------------- | ------- | ----- | ------- | ---- | ---------------- | ---------------- | ------- | ------ | ------- | ------ | ------- | ----- |
| FC Brașov             | 2006–07       | 15      | 4     | ?       | ?    | —                | —                | —       | —      | —       | —      | 15      | 4     |
| FC Brașov             | 2007–08       | 10      | 0     | 1       | 1    | —                | —                | —       | —      | —       | —      | 11      | 1     |
| Forex Brașov (cessió) |               |         |       |         |      |                  |                  |         |        |         |        |         |       |
| 2008–09               | 6             | 0       | ?     | ?       | —    | —                | —                | —       | —      | —       | 6      | 0       |       |
| Total                 | Total         | 6       | 0     | ?       | ?    | —                | —                | —       | —      | —       | —      | 6       | 0     |
| CF Brăila (cessió)    |               |         |       |         |      |                  |                  |         |        |         |        |         |       |
| 2008–09               | 18            | 4       | 0     | 0       | —    | —                | —                | —       | —      | —       | 18     | 4       |       |
| Total                 | Total         | 18      | 4     | 0       | 0    | —                | —                | —       | —      | —       | —      | 18      | 4     |
| FC Brașov             |               |         |       |         |      |                  |                  |         |        |         |        |         |       |
| 2009–10               | 2             | 1       | 0     | 0       | —    | —                | —                | —       | —      | —       | 2      | 1       |       |
| 2010–11               | 31            | 3       | 5     | 1       | —    | —                | —                | —       | —      | —       | 36     | 4       |       |
| 2011–12               | 18            | 5       | 2     | 0       | —    | —                | —                | —       | —      | —       | 20     | 5       |       |
| Total                 | Total         | 76      | 13    | 8       | 2    | —                | —                | —       | —      | —       | —      | 84      | 15    |
| Steaua București      |               |         |       |         |      |                  |                  |         |        |         |        |         |       |
| 2011–12               | 14            | 2       | —     | —       | —    | —                | 0                | 0       | —      | —       | 14     | 2       |       |
| 2012–13               | 27            | 6       | 1     | 0       | —    | —                | 13               | 2       | —      | —       | 41     | 8       |       |
| 2013–14               | 22            | 6       | 4     | 1       | —    | —                | 3                | 0       | —      | —       | 29     | 7       |       |
| 2014–15               | 26            | 3       | 4     | 1       | 4    | 1                | 10               | 2       | 1      | 1       | 45     | 8       |       |
| 2015–16               | 27            | 7       | 4     | 1       | 1    | 1                | 6                | 0       | 1      | 0       | 39     | 9       |       |
| Total                 | Total         | 116     | 24    | 13      | 3    | 5                | 2                | 32      | 4      | 2       | 1      | 168     | 34    |
| Total carrera         | Total carrera | 216     | 41    | 21      | 5    | 5                | 2                | 32      | 4      | 2       | 1      | 276     | 53    |

## Palmarès
Brașov
- Liga II (1): 2007–08

Steaua București
- Liga I (3): 2012–13, 2013–14, 2014–15
- Cupa României (1): 2014–15
- Supercupa României (1): 2013
- Cupa Ligii (1): 2014–15